# Сенгор, Августин Диамакун
Августин Диамакун Сенгор (фр. Augustin Diamacoune Senghor) — католический священник и один из лидеров сепаратистов Казаманса. Родился 4 апреля 1928 года в Сенгхалене (в 40 км к западу от Зигиншор), скончался в военном госпитале Валь-де-Грас в Париже 13 января 2007 года.

## Биография
Сенгор был руководителем семинарии Сент-Луи де Зигиншор с 1972 по 1975 год, преподавал африканскую литературу и обществоведение в колледже Сент-Чарльз Лванга. Августин Сенгор был главой Движения демократических сил Казаманса с декабря 1982 года, когда началась борьба этого движения за независимость Казаманс от Сенегала. Он дважды сидел в тюрьме за свою политическую деятельность, в первый раз с 1982 по 1987 год, второй раз с 1990 по 1991 год.
Сенгор подписал от имени Движения демократических сил Казаманса, мирные соглашения с центральным правительством в Дакаре 30 декабря 2004 года с президентом Сенегала — Абдулай Вадом.
После подписания этого соглашения в Казамансе воцарилась мирная жизнь. Но после того как здоровье Августина пошатнулось, внутри Движения демократических сил Казаманса началась борьба за власть, группировка вновь взяла в руки оружие в апреле 2006 года и конфликт в регионе вспыхнул с новой силой.